# 괴산 사담리 망개나무 자생지
괴산 사담리 망개나무 자생지는 충청북도 괴산군 청천면 사담리에 있는 망개나무의 자생지이다. 대한민국의 천연기념물 제266호로 지정되어 있다. 한국의 대표적인 망개나무 자생지 중의 하나로 생물학적 보존 가치가 높다.